# Cryptocoryne albida
Cryptocoryne albida är en kallaväxtart som beskrevs av Richard Neville Parker. Cryptocoryne albida ingår i släktet Cryptocoryne och familjen kallaväxter. IUCN kategoriserar arten globalt som livskraftig. Inga underarter finns listade.

## Bildgalleri

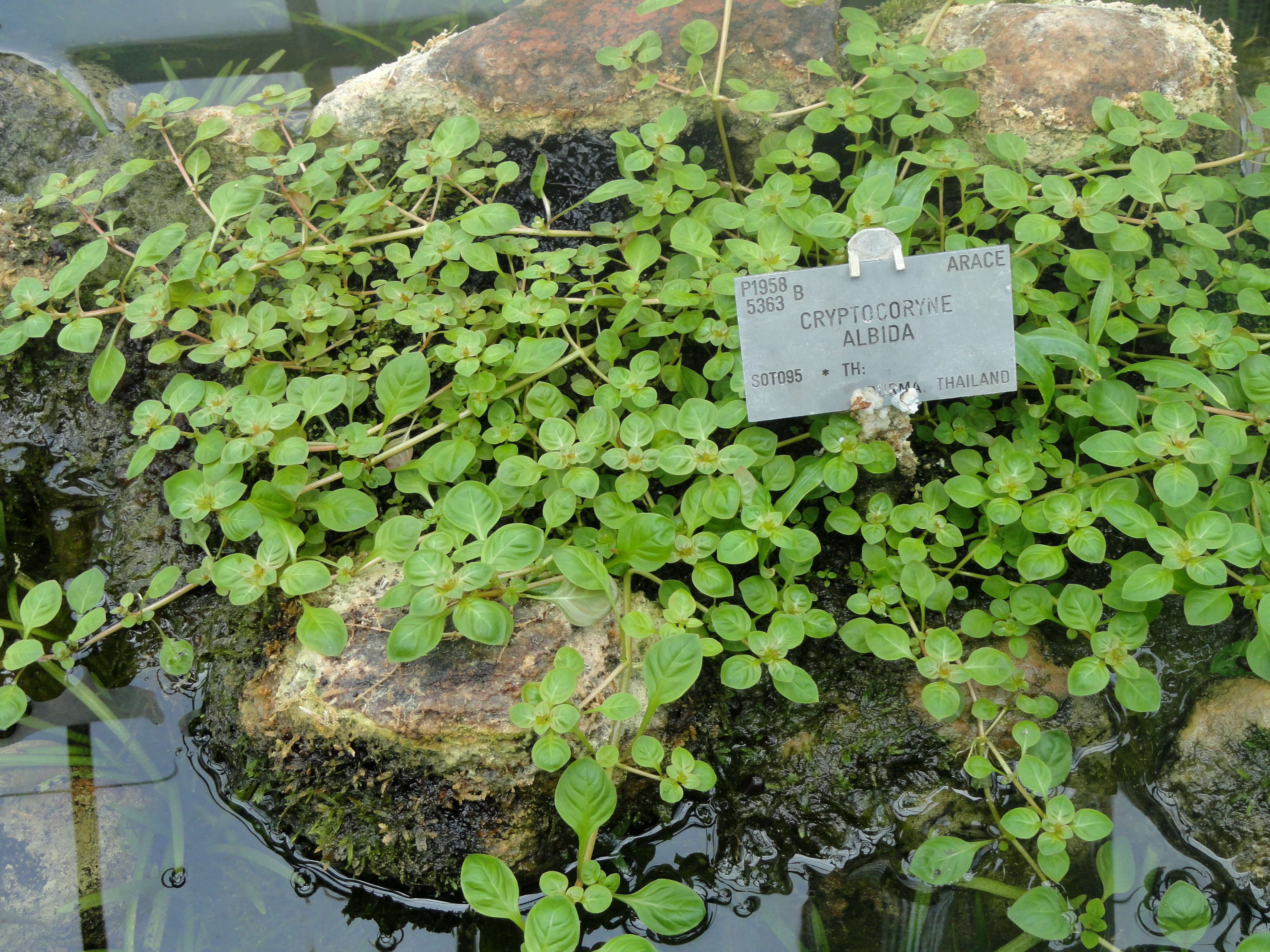